# أليسون دانزيغ
أليسون دانزيغ (بالإنجليزية: Allison Danzig) هو صحفي رياضي وصحفي أمريكي، ولد في 27 فبراير 1898 في واكو في الولايات المتحدة، وتوفي في 27 يناير 1987 في ريدجوود في الولايات المتحدة.

## وصلات خارجية
- أليسون دانزيغ على موقع قاعة مشاهير كرة المضرب الدولية (الإنجليزية)